# Tevfik Sırrı Gür Stadı
Das Tevfik Sırrı Gür Stadı (auch Tevfik Sırrı Gür Stadyumu, deutsch Tevfik-Sırrı-Gür-Stadion) ist ein Fußballstadion, das sich in der türkischen Stadt Mersin in der gleichnamigen Provinz befindet. Es liegt nur wenige hundert Meter von der Mittelmeerküste der Stadt entfernt. Das Spielfeld aus Naturrasen der ovalen Sportstätte ist von einer Aschenbahn umschlossen.
Das Stadion wurde von 1946 bis 1951 erbaut und nach dem damaligen Provinz-Gouverneur Tevfik Sırrı Gür benannt. Seit der Eröffnung des Stadions trug Mersin İdman Yurdu seine Heimspiele in diesem Stadion aus. Die letzte Renovierung fand vor der Saison 2011/12 statt. Es bietet den Zuschauern 10.128 Plätze. Nachdem im März 2014 die Stadt Mersin mit der Mersin Arena ein hochmodernes und reines Fußballstadion erhalten hatte, zog Mersin İdman Yurdu in dieses Stadion um.